# Fabriczy Gyula
Fabriczy Gyula (Lőcse, 1824. november 1. – Lőcse, 1854. május 25.) ügyvéd.

## Élete
Fabriczy Sámuel ügyvéd és Scultety Mária Izabella Katalin fia volt. Tanult Lőcsén, Késmárkon és Pozsonyban, ahol Stromszky püspök és Kovács-Martinyi gondozására bizatván, jogi tanulmányait befejezte s az ottani evangélikus líceumban mint a magyar társaság kiváló tagja vezérszerepet vitt. Az ügyvédi vizsgát 1845-ben Pesten letette s Zsivorának, majd Zsedényi Edének segédje volt. A hazafiúi törekvésekben lelkesedéssel vett részt és a megyei gyűléseken is igyekezett eszméit érvényre juttatni; személyesen érintkezett Széchenyi István gróffal, Bajza Józseffel, Klauzál Gáborral, Vörösmarty Mihállyal és az 1840-es évek egyéb kiváló férfiaival. Később is, midőn a Coburg hercegi uradalom, a Szirmay, Probstner és más előkelő családok ügyészévé lett, megszaporodott ügyvédi teendői mellett is kedvvel foglalkozott az irodalommal. Tífuszban hunyt el.
Német nyelvű sírfeliratának fordítása: "A bölcső és a koporsó azok a helyek, amelyek az embereket gyengéden és nyugalomban tartják, és a kettő között van egy szűk tér, egy mozgalmas, rövid életálom."

## Munkái
Írt érdekes országgyűlési tudósításokat a Pesti Hirlapba, Erdély helyzetéről és több cikket a jogi tudományról és a magyar irodalom akkori kérdéseiről.